# Приют (Ульяновская область)
Приют — посёлок в Базарносызганском районе Ульяновской области. Входит в состав Сосновоборского сельского поселения.

## География
Населённый пункт расположен на реке Инза в 25 километрах к югу от рабочего посёлка Базарный Сызган — административного центра района. Расстояние до Ульяновска — 146 километров.

### Часовой пояс
Приют, как и вся Ульяновская область, находится в часовой зоне МСК+1. Смещение применяемого времени относительно UTC составляет +4:00.

## История
В 1859 году деревня Приют входила состав Карсунского уезда Симбирской губернии, в которой в 8 дворах жило 49 человек. 
Прихожане сельца Приют ходили в Космодемьянскскую церковь села Папуз. В 1900 году в сельце в 10 дворах жило: 39 мужчин и 43 женщины.
В 1913 году в населённом пункте насчитывалось 11 дворов, 68 жителей.
В 1924 году деревня Приют (Матовилиха) входила в Папузинский с/с, в которой в 15 дворах жило 37 человек.

## Население
| 2010 |
| ---- |
| 0    |

Население посёлка в 1996 году — 27 человек.

## Инфраструктура
В посёлке расположена всего одна улица: Шанхая.